# Pudasjärvi (sjö i Mellersta Finland)
Pudasjärvi är en sjö i Finland. Den ligger i kommunen Äänekoski i landskapet Mellersta Finland, i den centrala delen av landet, 280 km norr om huvudstaden Helsingfors. Pudasjärvi ligger 127,2 meter över havet. I omgivningarna runt Pudasjärvi växer i huvudsak blandskog. Den är 12 meter djup. Arean är 85,1 hektar och strandlinjen är 12,64 kilometer lång. Sjön  ingår i Kymmene älvs huvudavrinningsområde. 